# Ариобарзан (сатрап Фригии)
Ариобарзан (др.-перс. *Aryābr̥zaⁿs, др.-греч. Ἀριοβαρζάνης, V век до н. э. — предп. 362 до н. э.) — персидский сатрап Геллеспонтской Фригии.
Ариобарзан принадлежал к высшей персидской аристократии. В 388/387 году до н. э. Артаксеркс II назначил Ариобарзана сатрапом Геллеспонтской Фригии. На этом посту он оказался вовлечённым во внутригреческие дела. Ариобарзан, по одной из версий, способствовал заключению выгодного для персов Анталкидова мира, а также заключил личные союзы со Спартой и Афинами. После 20 лет правления Артаксеркс II решил сменить правителя Геллеспонтской Фригии. Однако, Ариобарзан отказался выполнить приказ и восстал против центральной власти. Вначале лояльные царю войска сумели захватить большую часть владений Ариобарзана и осадили мятежного сатрапа в одной из приморских крепостей. Вмешательство спартанцев и афинян заставило персов снять осаду. В последующие несколько лет Ариобарзан существенно увеличил свою власть, в том числе и благодаря распространению восстания против центральной власти во всей Малой Азии. Около 362 года до н. э. Ариобарзан был схвачен, выдан царю и казнён. Одним из организаторов заговора, в ходе которого Ариобарзана пленили, был и его сын Митридат.

## Биография
Ариобарзан происходил из знатного персидского рода Фарнакидов, чьи представители возводили свою родословную к первым царям империи Ахеменидов и управляли важной областью государства Геллеспонтской Фригией с 470-х годов до н. э. По одной версии, Ариобарзан был сыном сатрапа Митридата; по другой, — старшим сыном сатрапа Фарнабаза.
В 388/387 году персидский царь Артаксеркс II под благовидным предлогом снял с поста сатрапа Геллеспонтской Фригии Фарнабаза, а на его место назначил Ариобарзана.
Ксенофонт писал, что Ариобарзан был гостеприимцем сатрапа Ионии Тирибаза. В последний год Коринфской войны (395—387 годы до н. э.) они наладили сотрудничество со спартанцами. Возможно, Ариобарзан был причастен к заключению выгодного для персов Анталкидова мирного договора в 387/386 году до н. э. По одной из версий, при содействии Ариобарзана Анталкид, которого с персидским сатрапом связывали узы гостеприимства-проксении, перекрыл путь судам с зерном из Чёрного моря в Геллеспонте. Таким образом, Афины были поставлены перед угрозой голода и были вынуждены пойти на подписание мира.
В 368 году до н. э. Ариобарзан по поручению Артаксеркса II направил своего подчиненного Филиска в Грецию с целью побудить эллинов собраться в Дельфах и обсудить условия очередного всеобщего мира, заключение которого должно было способствовать утверждению персидского царя в роли арбитра и примирителя греков. По одной из версий, миссия Филиска была согласована с Артаксерксом II, который хотел после заключения мира в Греции привлечь греческих наёмников в собственное войско. По другой, Ариобарзан при отправке Филиска действовал в собственных интересах, желая заручиться поддержкой греков в преддверии восстания против власти царя. Миссия Филиска провалилась из-за противодействия фиванцев, которые даже отправили к Артаксерксу II посольство во главе со знаменитым военачальником Пелопидом с жалобами на действия Ариобарзана. Фиванцы подчёркивали, что он во взаимоотношениях со спартанцами и с афинянами действует в своих интересах и ведёт самостоятельную игру, что соответствовало действительности, так как, возможно, между Спартой и Ариобарзаном был заключён союз. В описываемое время Ариобарзан также помогал деньгами афинскому военачальнику Ификрату, который в это время осаждал Амфиполь.
В 367 или 365 году до н. э. Ариобарзан присоединился к восстанию против персов, которое начал сатрап Каппадокии Датам. Этому предшествовало требование Артаксеркса II передать власть в Геллеспонтской Фригии Артабазу. Изначально, по мнению В. П. Орлова, мятеж выглядел не как серьёзная политическая угроза, а как авантюра, стремление одного из сатрапов уподобиться «свободолюбивым эллинам». При анализе мотивов, которые побудили Ариобарзана восстать против центральной власти, можно выделить несколько факторов. Политическая нестабильность в империи Ахеменидов предполагала возможность неповиновения центральной власти. Также, провал Ариобарзаном нескольких дипломатических заданий мог вызвать напряжённость во взаимоотношениях с Артаксерксом II. На этом фоне Ариобарзан мог ожидать смещения с поста сатрапа и заблаговременно готовился к восстанию.
Артаксеркс II поручил подавить восстание сатрапу Лидии и Ионии Автофрадату, а также карийскому сатрапу Мавсолу. Сначала царские войска смогли занять большую часть владений Ариобарзана. Автофрадат даже осадил мятежного сатрапа в Адрамитионе или Ассосе, в то время как флот Мавсола блокировал город с моря. Одновременно одрисский царь Котис I осадил принадлежавший Ариобарзану город на Херсонесе Фракийском Сест. На этом фоне афиняне отправили на помощь Ариобарзану войско из 30 кораблей и 8 тысяч наёмников под командованием Тимофея. Также на помощь Ариобарзану пришёл спартанский царь Агесилай II. Согласно Демосфену, афиняне сделали оговорку «с тем, чтобы он [Ариобарзан] не нарушал мирного договора с царем [Артаксерксом II]». Согласно данному источнику, когда Тимофей увидел, что Ариобарзан явно поднял восстание против центральной власти, то вместо помощи Ариобарзану он захватил Самос, что согласуется с информацией у Корнелия Непота. Ксенофонт связывал основную помощь с именем Агесилая, который вынудил снять осаду не только Автофрадата и Мавсола с Адрамитиона, но и Котиса с Сеста. Некоторые современные историки по-разному интерпретируют данные античных источников. Г. Парк отмечал, что информация о помощи Агесилая восходит к одноимённому панегирику Ксенофонта, в котором автор возвеличивал своего героя. Историк подчёркивал, что фрагмент Ксенофонта туманный, из него непонятно, командовал ли Агесилай частью войска Ариобарзана, либо помогал советами. Также он отмечал, что Тимофей оказал существенную помощь Ариобарзану, разгромив одного из его врагов — правителя Самоса Кипрофема. В. Г. Борухович также считал, что основную военную помощь Ариобарзану оказали Афины, в то время как вклад Агесилая можно охарактеризовать как консультативный.
В благодарность спартанцам Ариобарзан передал Агесилаю деньги, а афинянам Сест и Критоту — города на Херсонесе Фракийском. За столь щедрый подарок афиняне предоставили Ариобарзану и трём его сыновьям права гражданства.
В 364 году до н. э. сын Ариобарзана Митридат захватил Гераклею Понтийскую, самый крупный греческий город на побережье Чёрного моря. Также под контроль Ариобарзана перешёл Лампсак и другие города на Геллеспонте, за исключением Кизика. Удачи Ариобарзана способствовали разрастанию восстания, вовлечению в него практически всей Малой Азии. Повстанцам помогали Афины, Спарта и фараон Египта Тахос. Также Ариобарзан заключил союз с восставшим против власти одрисского царя Котиса фракийским аристократом Мильтокитом. Однако, вскоре, в 362 году до н. э. (по одной из версий в 360 году до н. э.) Митридат предал отца и выдал его Артаксерксу II. Ариобарзана распяли на кресте.
С именем Ариобарзана связана легенда времён походов Александра Македонского. Перед битвой при Гранике 334 года до н. э. македонский царь увидел поверженную статую бывшего сатрапа Ариобарзана рядом со святилищем Афины, вокруг которой вились птицы. Тогда придворный прорицатель Аристандр предсказал блестящую победу Александра при условии, что сражение состоится на территории Фригии. Сам факт размещения статуи сатрапа на территории святилища, возможно, свидетельствует о высоком престиже Ариобарзана. Также статуя правителя подчёркивала власть над территорией Троады, на которую в данном случае могли претендовать сатрапы Великой Фригии со столицей в Сардах.

### Исследования
- Борухович В. Г. Агесилай в Египте // Античный мир и археология. — Саратов, 1990. — Вып. 7. — С. 24—35.
- Дандамаев М. А.-К. Политическая история Ахеменидской державы / Утверждено к печати Ученым советом Института востоковедения Академии наук СССР. — М.: Главная редакция восточной литературы издательства «Наука», 1985.
- Кембриджская история древнего мира / под редакцией Д.-М. Льюиса, Дж. Бордмэна, С. Хорнблоуэра, М. Оствальда. Перевод, научное редактирование, примечания А. В. Зайкова. — М.: Ладомир, 2017. — Т. VI. Четвёртый век до нашей эры. Первый полутом. — 720 с. — ISBN 978-5-86218-545-4.
- Олмстед А. История Персидской империи / Пер. с англ. А. А. Карповой. — М.: ЗАО Центрполиграф, 2012. — 575 с. — ISBN 978-5-9524-4993-0.
- Орлов В. П. Персидская аристократия в Ахеменидской империи. Диссертация на соискание учѐной степени кандидата исторических наук / Научный руководитель доктор исторических наук, профессор Э. В. Рунг. — Казань, 2019. — 409 с.
- Парк Г. В. Греческие наёмники. «Псы войны» древней Эллады / Перевод книги Л. А. Игоревский. — М.: Центрполиграф, 2013. — 288 с. — ISBN 978-5-9524-5093-6.
- Рунг Э. В. Греция и Ахеменидская держава: История дипломатических отношений в VI — IV вв. до н. э.. — СПб.: Факультет филологии и искусств СПбГУ; Нестор-История, 2008. — 484 с. — (Историческая библиотека). — ISBN 978-5-98187-292-1.
- Рунг Э. В. О сатрапских династиях в Ахеменидской державе: Фарнакиды в Даскилии // Учёные записки Казанского университета. Серия Гуманитарные науки. — 2011. — Т. 153, № 3. — С. 87—94. — ISSN 2500-2171.
- Briant P. From Cyrus to Alexander. A History of the Persian Empire (англ.). — Winona Lake, Indiana: Eisenbrauns, 2002. — ISBN 1-57506-031-0.
- Dandamayev M. A. Ariobarzanes 1 // Encyclopædia Iranica (англ.) / Ehsan Yarshater. — 1986. — Vol. II Fasc. 4. — P. 406—409.
- Heskel J. The North Aegean wars, 371 – 360 B.C. (англ.). — Stuttgart: Franz Steiner Verlag, 1997. — (Historia: Einzelschriften; H. 102). — ISBN 3–515–06917–8.
- Judeich W[нем.]. Ariobarzanes 1 // Paulys Realencyclopädie der classischen Altertumswissenschaft :  [нем.] / Georg Wissowa. — Stuttgart : J. B. Metzler’sche Verlagsbuchhandlung, 1895. — Bd. II, 1. — Kol. 832.
- Kuhrt Amélie. The Persian Empire: A Corpus of Sources from the Achaemenid Period (англ.). — London; New York: Routledge, 2010. — ISBN 0-415-55279-6.
- Nice A. The Reputation of the 'Mantis' Aristander // Acta Classica. — 2005. — Т. 48. — С. 87—102. — JSTOR 24595397.